# Rasa de Villorbina
La Rasa de Villorbina és un torrent afluent per la dreta del Riu Negre que realitza tot el seu recorregut pel terme municipal de Riner, al Solsonès.

## Descripció
Neix al Pla de Villorbina des de bon començament agafa la direcció cap al nord tot i que passat el primer quilòmetre i mig del seu curs, gira cap a la 1 del rellotge, direcció mantindrà durant la resta del seu curs. Els 1.470 m. inicials són una séquia. Passa a prop de les masies de Villorbina (a la riba dreta) i de Cal Sait i el Vilà (a riba esquerra). Desguassa al Riu Negre 3,4 km aigües amunt de l'aiguabarreig.

## Perfil del seu curs
| Recorregut (en m.) | Altitud (en m.) | Pendent |
| ------------------ | --------------- | ------- |
| 0                  | 691             | -       |
| 250                | 675             | 6,4%    |
| 500                | 661             | 5,6%    |
| 750                | 648             | 5,2%    |
| 1.000              | 637             | 4,4%    |
| 1.250              | 624             | 5,2%    |
| 1.500              | 611             | 9,2%    |
| 1.750              | 595             | 6,4%    |
| 2.000              | 582             | 5,2%    |
| 2.250              | 572             | 4,0%    |
| 2.500              | 561             | 4,4%    |
| 2.750              | 550             | 4,4%    |
| 3.000              | 536             | 5,6%    |
| 3.250              | 512             | 9,6%    |
| 3.401              | 505             | 4,6%    |

## Xarxa hidrogràfica
La xarxa hidrogràfica de la Rasa de Villorbina està integrada per un total de 23 cursos fluvials dels quals 10 són subsidiaris de 1r nivell i 12 ho són de 2n nivell. La totalitat de la xarxa suma una longitud d'11.693 m.

### Distribució per termes municipals
Tota la xarxa transcorre pel terme municipal de Riner.